# Savonnières-en-Woëvre
Pour les articles homonymes, voir Savonnières (homonymie).
Savonnières-en-Woëvre est une commune associée du département de la Meuse, en région Grand Est.

## Toponymie
Le nom de la localité est attesté sous les formes Saponariae en 870, Savonariae en 1047.
Pluriel de l'oïl savonnière « savonnerie, lieu ou l'on fait le savon ».

## Histoire
Le 1er janvier 1973, la commune de Savonnières-en-Woëvre est rattachée sous le régime de la fusion-association à celle de Varvinay  qui est alors renommée « Valbois ».

## Politique et administration
| Période                                  | Période | Identité      | Étiquette | Qualité |
| ---------------------------------------- | ------- | ------------- | --------- | ------- |
|                                          |         | Hubert Marcus |           |         |
| Les données manquantes sont à compléter. |         |               |           |         |

## Démographie
| 1926 | 1936 | 1946 | 1954 | 1962 | 1968 |
| ---- | ---- | ---- | ---- | ---- | ---- |
| 68   | 45   | 32   | 26   | 31   | 24   |

## Lieux et monuments
- L'église Saint-Hilaire, construite en 1847.